# Francisco Labadie Otermin
Francisco Labadie Otermin (Santander, 2 de febrer de 1917, - Madrid, 18 de març de 2001) va ser un advocat, militar i polític espanyol, procurador de les corts franquistes entre 1943 i 1977 en qualitat de conseller nacional del Movimiento i de representant de l'Organització Sindical.
Nascut a Santander el va fer estudis de dret. «Camisa vella» de Falange, després de l'esclat de la Guerra civil es va unir a les forces revoltades i va arribar a combatre sota una bandera de Falange. El 1941 es va allistar com a voluntari de la Divisió Blava, i va combatre a la Segona Guerra Mundial al costat de l'Exèrcit alemany. L'abril del 1948, sent governador civil i cap provincial de FET y de las JONS a Tarragona, va enviar una circular als seus «camarades» de la Guàrdia de Franco en la qual lamentava la derrota de l'Alemanya nazi.
Va exercir com a governador civil i cap provincial de la FET y de las JONS de Zamora, Terol, Tarragona i Oviedo. Falangista aferrissat, durant el seu mandat com a governador civil a Terol es va modificar la composició de la gestores locals a la província mitjançant la substitució dels quadres catòlics i conservadors pels falangistes. A més, durant el seu mandat també es van unificar els càrrecs de governador civil i cap provincial de FET y de las JONS. Més endavant va exercir la presidència de l'Institut Nacional de Previsió, entre 1957 i 1963. En el si de l'Organització Sindical exerciria alguns càrrecs. També va ser procurador en les Corts franquistes i membre del Consell Nacional de FET y de las JONS; en qualitat de tal va formar part de la Comissió que va redactar l'Estatut Jurídic de les Associacions Polítiques.
Durant el tardofranquisme es va alinear amb les tesis del búnker, arribant a declarar a l'octubre de 1974:
| « | Jo proclamo aquí amb energia dues veritats polítiques que no estem disposats a sotmetre a debat ni a consideració electoral: que guanyem una guerra per a construir un nou Estat que transformés revolucionàriament unes estructures socials i econòmiques insoportables, i que defensarem amb ungles i amb dents si cal la legitimitat d'una victòria que és avui patrimoni de tot el poble espanyol […] No admetem deslleialtats ni traïcions a la pàtria. O sigui està amb el poble i la seva destinació o s'està contra el poble i contra Espanya. | » |

Fundador de la ultradretana «Plataforma 2003», també col·laboraria activament amb la Fundación Nacional Francisco Franco.

## Obres
- Francisco Labadie. Desarrollo económico y Seguridad Social. Separata de la obra El nuevo Estado Español. 24x17.  Madrid: Imprenta Nacional, 1963, p. 15.
- Labadie Otermin, Francisco; Cerezo Barredo, Gonzalo. La hora de Asturias. 21 cm.  Madrid: Ediciones Iberoamericanas, 1946, p. 238.

## Reconeixements
- Medalla d'Or al Mèrit Social Penitenciari (1945);
- Gran Creu de l'Orde Civil del Mèrit Agrícola (1949);
- Gran Creu de l'Orde de Cisneros (1966);
- Gran Creu de l'Orde Imperial del Jou i les Fletxes (1973);